# スタート事故

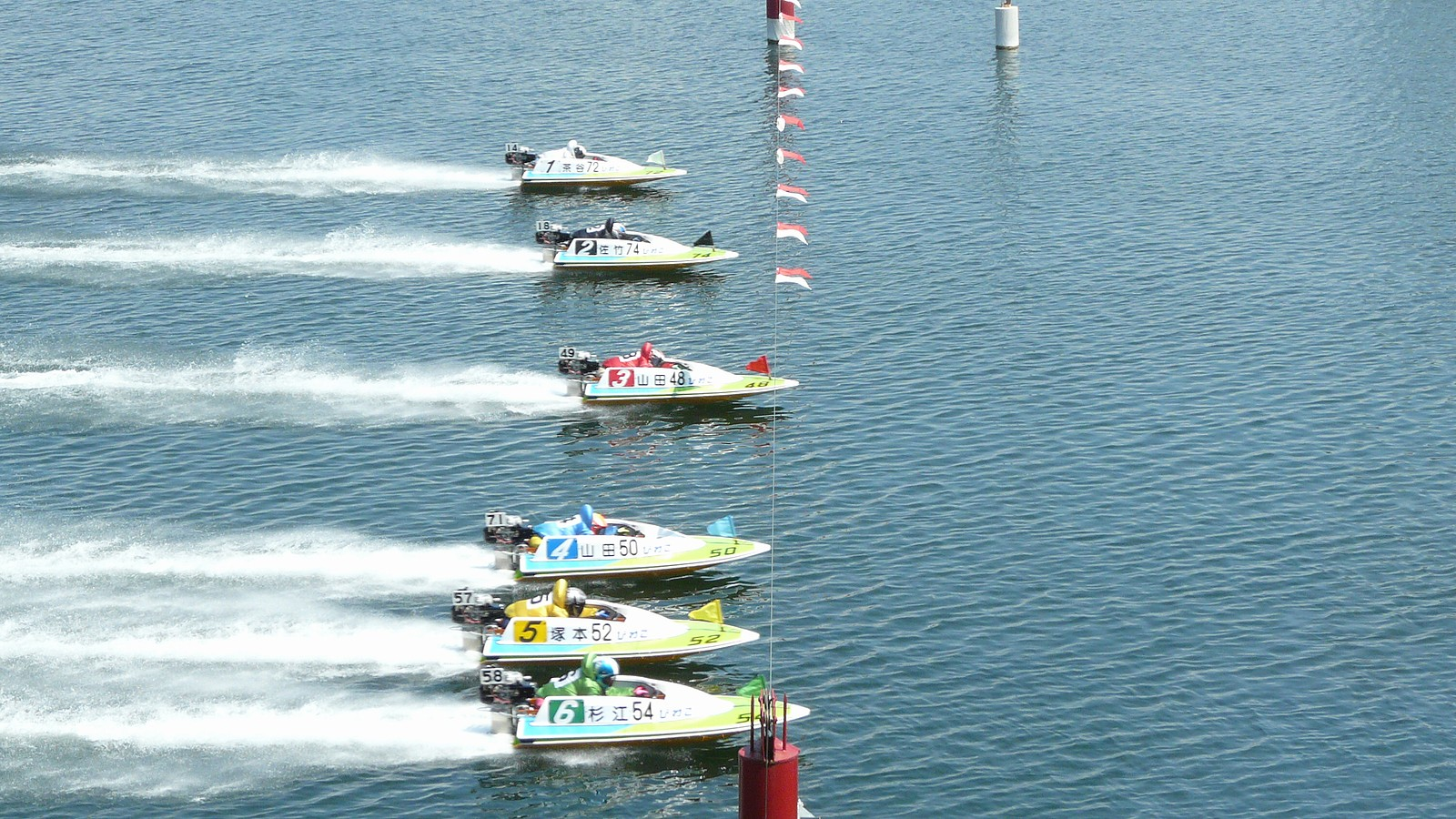
競艇のスタートイメージ（事故ではない）

競艇におけるスタート事故（スタートじこ）とは、スタートの際のフライング、出遅れのことである。

## 概要
競艇ではスタート方式にフライングスタート方式を採用しているが、大時計の針が0秒を指す前にスタートラインを通過することをフライング、1秒を指した後にスタートラインを通過していないことを出遅れ（レイト）と呼び、それぞれ、F、Lと表記する。
スタート事故が起きた場合、その艇のからんだ勝舟投票券（舟券）は全額返還（買い戻し）になる。実況や専門紙などでは「フライングに散る」などと表現される。また、6艇中5艇以上がフライングまたは出遅れ、およびその両方をした場合には、レースそのものが中止・不成立となる。
ただし、稀に強風などによる水面状況の著しい難化や、他艇との接触などの原因によって出遅れが起きることもあり、この場合には、選手責任外（選外）と判定され、競走自粛の対象とならないこともある。
スタート事故をしている選手はスタートが慎重になるので、舟券を検討する際の大きなファクターともなっている。

### スタート事故を起こした場合
スタート事故をした艇に関係する舟券は、全額返還（買い戻し）となるため、改めてそれらを除いた売上金の中からオッズが再計算されることとなる。そのため、発売締め切り時点でオッズが100倍を超えていた大穴が出ても、レース着順が確定した後の払戻金ではその半分以下になっていたということも珍しくない。投票した人にとっては的中金額が大きく減ることになり、また施行者側としてもその分の売り上げが無くなるので、どちらにとっても損害となる。
選手の側については、スタート事故は一定の期間に1回でもあれば当該出場節の賞典レース除外（同一出場節2回目は即日帰郷。2013年11月からは0.05秒以上早いタイミングでフライングをした場合「非常識なフライング」として原則として1回目でも即日帰郷となるよう罰則が強化され、2022年5月からは、通常辞退期間+5日に変更）と30日の出走禁止（フライングの場合は2本目は60日加算、3本目は90日加算、4本目は180日加算となるが「選手出場あっせん保留基準第8号」と選手会による「競走の公正確保及び競技水準の向上化に関する規程」により、1節でフライング4本以上の持ちは、事実上の引退勧告がなされることもある）となり、回数が増えれば禁止期間も増え、出走回数が少なくなり、事故率も高くなる。一般戦はもちろん、SGのようなビッグレースも自粛となる。ただしグランプリは選考順位が18位以内、クイーンズクライマックスは選考順位が12位以内であれば辞退期間でも出場は可能。
級別審査においては、事故点20点（優勝戦は30点）(2025年5月より同期間2回目以上は通常30点、優勝戦では50点）を課せられる。事故率0.70までに回復するには29走（優勝戦は43走、2回目以後の通常戦は43走、2回目での優勝戦は73走）無事故完走が必要である。

#### SG・プレミアムG1・G1・G2の準優勝戦以上の罰則
SG・プレミアムG1・G1・G2の場合、準優勝戦以上でスタート事故を起こせば、一定期間SG・プレミアムG1・G1・G2への選出が除外される（プレミアムG1・G1およびG2の場合はプレミアムG1・G1とG2が対象となる）。そうなれば競走成績や賞金獲得額に大きな影響を及ぼすため、スタート事故は選手にとっては死活問題になる。スタート事故は舟券の払い戻しを伴うため、開催する施行者にとって大きな損失となるので、その罰ということで大きなペナルティとなっている。
2010年度より、G2の優勝戦及び準優勝戦についても罰則が追加され、G1からG2となったモーターボート大賞の罰則がG1時代と同様に存続している（SG選考も存続）。
2023年度からはSG・プレミアムG1・G1・G2の場合、準優勝戦以上でスタート事故の罰則が2倍に拡大された。
- SG優勝戦 SG2年間除外および出場辞退期間消化後プレミアムG1・G1・G2を12か月選出除外（G1・G2では「GI競走開催要綱第10条第1項に基づく出場資格の喪失期間と重複するため」である）
- SG準優勝戦（グランプリのトライアル、順位決定戦を含む） SG1年間選出除外および出場辞退期間消化後プレミアムG1・G1・G2を6か月選出除外
  - SGは斡旋が入っていても即出場取消になる。
  - グランプリは2022年までは選出除外期間であっても18位以内であれば出場できたが、2023年からは選出除外期間中の場合は順位が何位であっても出場不可となる。
- プレミアムG1・G1及びG2優勝戦 出場辞退期間消化後プレミアムG1・G1・G2を12か月（＝次回の同大会（プレミアムG1・ボートレース甲子園）に出場不能）選出除外
- プレミアムG1・G1及びG2準優勝戦（クイーンズクライマックスのトライアル・順位決定戦、ボートレースバトルチャンピオントーナメントの準決勝を含む） 出場辞退期間消化後プレミアムG1・G1・G2を6か月選出除外
  - プレミアムG1・G1・G2は同時に適用される（G1除外期間中はプレミアムG1・G2も参加できない。）。また全国ボートレース甲子園の場合は、実際に当該県レーサーが1人しかいない県で、G1除外になってしまい、当該県該当なしになった例がある。
  - クイーンズクライマックスシリーズはG3のため女子戦除外期間中でなければ出場可能。本戦も2022年まではグランプリ同様の特例があったが、2023年以降は、選出除外期間中の場合、順位が何位であっても出場不可となる（初適用は2024年）。
  - 複数回の事故を起こした場合は除外期間が合算される。

#### 新鋭リーグ（2014年度廃止）・女子戦準優勝戦以上の罰則
2011年より、新鋭戦とすべての女子戦に準優勝戦以上の罰則が追加された（正式には「GIII競走開催要項第9条第1項に基づく出場資格の喪失期間」）
- 新鋭戦の優勝戦では出場辞退期間消化後6か月新鋭戦（新鋭リーグ）が除外
- 新鋭戦の準優勝戦では出場辞退期間消化後3か月新鋭戦が除外
- 女子戦の優勝戦では出場辞退期間消化後6か月女子戦が除外
- 女子戦の準優勝戦では出場辞退期間消化後3か月女子戦が除外
  - ※複数回の事故を起こした場合は除外期間が合算される。
  - ※クイーンズクライマックスは除外期間であっても12位以内であれば出場可能。
  - ※出場辞退期間でなければ男女混合であるSG･プレミアムG1･G1･G2の斡旋には影響は受けない。影響を受けるのはプレミアムG1のレディースチャンピオンとスピードクイーンメモリアル、G2のレディースオールスターの3つ。
  - ※新鋭戦は登録6年未満のみであったが2014年度に消滅した。

### スタート事故によるSG・プレミアムGI・GIIの選考への影響
以下はスタート事故による出場辞退期間・選出除外以外での影響を記載
- SGグランドチャンピオン
  - SG予選でスタート事故を起こすと予選得点マイナス20点が課せられ選出順位を大きく下げてしまう。ただしSG優勝戦完走者は影響なし。
- SGオーシャンカップ
  - プレミアムG1･G1･G2の優勝戦で事故を起こすと優勝戦得点がマイナス10点課せられ、更に長期間（出場辞退期間とプレミアムG1･G1･G2除外12か月の合算）選考からの離脱が余儀なくされる。プレミアムG1･G1･G2除外期間を受けると長期間選考から離脱しなければならないので1節間の完走点が少なくなり選考が不利になり、G1/G2の出走ができない為選考レースが無しになる場合もある。
- プレミアムG1レディースチャンピオン、プレミアムG1スピードクイーンメモリアル、G2レディースオールスター
  - 級別審査と同様な方法で計算され、選考期間の事故率が0.40を超える危険性が高くなる。事故率を0.39までに回復するには事故点20点で51走・30点で76走・50点で126走無事故完走（超えていれば貯金）が必要である。2012年からは優先出場選手も適用される。上にあるプレミアムG1･G1･G2もしくはすべての女子戦の除外期間が該当レースの期間と重なると選出除外になる。レディースオールスターとレディースチャンピオン、それにスピードクイーンメモリアルは期間が違うだけである。
- プレミアムG1ヤングダービー、G3イースタンヤング・G3ウエスタンヤング
  - 級別審査と同様な方法で計算され、選考期間の事故率が0.40を超える危険性が高くなる。事故率を0.39までに回復するには事故点20点で51走・30点で76走・50点で126走無事故完走が必要である。上にあるプレミアムG1･G1･G2の除外期間が該当レースの期間と重なると選出除外になる（女子戦除外は影響なし）、イースタン・ウェスタンヤングの優勝戦で事故を起こした場合はヤングダービーの出場が取消になる。適用期間はヤングダービー、イースタンヤング・ウエスタンヤングで微妙か期間の違いがある。
- 全国発売GI（現・プレミアムGI）新鋭王座決定戦（現在廃止）
  - 級別審査と同様な方法で計算され、選考期間の事故率が0.40を超える危険性が高くなっていた。事故率を0.39までに回復するには51走（優勝戦は76走）無事故完走が必要であった。2012年から廃止までは優先出場選手も適用されていた。新鋭戦の準優勝戦以上で事故によりフライング休みと新鋭リーグ戦除外が長期化すれば、新鋭リーグ戦不参加になって新鋭王座決定戦が選出除外になっていた。上にあるG1･G2もしくは新鋭戦の除外期間が該当レースの期間と重なると選出除外となっていた。